# Гимназија „Слободан Шкеровић“
Гимназија „Слободан Шкеровић“ је гимназија у Подгорици, Црна Гора. То је најстарија средња школа у граду.

## Историја
Указом црногорског краља Николаја I основана је Нижа државна гимназија 1907. године у Подгорици. Њени виши разреди су отворени 1914. и 1915. године. За време окупације Црне Горе од стране аустроугарских снага, између 1916. и 1918. године, школа је затворена.
После Првог светског рата, Гимназија је поново отворена. Подгоричка велика гимназија основана је 12. фебруара 1919. године, одлуком Извршног одбора Скупштине града Подгорице.
Године 1960. школа је преименована у Гимназију „Слободан Шкеровић“, у част бившег ученика и црногорског револуционара Слободана Шкеровића. У периоду од 1978. до 1980. године, у складу са Законом о средњем стручном образовању, школа је трансформисана из Гимназије у Природно-хуманистичку школу „Слободан Шкеровић“ у Титограду, као део комплексне установе под називом Центар за друштвено- Економско образовање.
1980. године излази из Центра за друштвено-економско образовање и почиње да ради као самостална стручна школа. Свој некадашњи назив школа је вратила 1991. године и сада је позната као ЈУ Гимназија „Слободан Шкеровић“.

## Организација
Од образовне реформе у Црној Гори 2006. године, два одјељења Гимназије (филолошко и математичко) су угашена, а школа је трансформисана у Општу гимназију . Десет година касније, одељења су поново формирана, али су била усмерена на надарене студенте.
Школска зграда изграђена је 1930. године. Садржи савремену спортску салу, свечану салу, библиотеку (са читаоницом и мултимедијалном салом) и књижару.
На крају средњег образовања у Гимназији ученици полажу екстерну матуру (матурa).

## Бивши студенти
Неки од познатих дипломаца школа су:
- Миомир Мугоша, бивши градоначелник Подгорице
- Боро Вучинић, бивши министар одбране Црне Горе